# Bistum Qui Nhơn

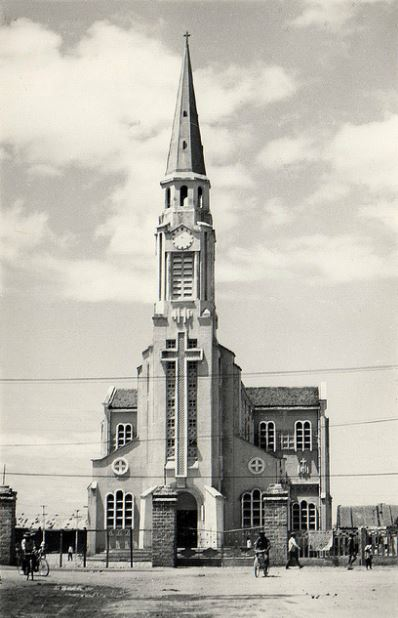
Kathedrale von Quy Nhơn

Das Bistum Qui Nhơn (lat.: Dioecesis Quinhonensis, vietnamesisch: Giáo phận Qui Nhơn) ist eine in Vietnam gelegene römisch-katholische Diözese mit Sitz in Quy Nhơn.

## Geschichte
Papst Innozenz X. gründete das Apostolische Vikariat Cochin am 9. September 1659 aus Gebietsabtretungen des Bistums Macau. 1662 wurden Gebiete zur Gründung des Apostolischen Vikariats Siam abgegeben und 1680 gab es einen Teil seines Territoriums zur Gründung des Apostolischen Vikariats Fujian ab.
Am 2. März 1844 wurde das Apostolische Vikariat Cochin in die Apostolischen Vikariate Westcochin und Ostcochin geteilt.
An das Apostolische Vikariat Nordcochin verlor das Apostolische Vikariat Ostcochin am 27. August 1850 ein Stück Territorium. Am 3. Dezember 1924 nahm es den Namen Apostolisches Vikariat Quinhon an.
Am 18. Januar 1932 verlor es Teile seines Territoriums an das Apostolische Vikariat Kontum und am 5. Juli 1957 an das Apostolische Vikariat Nha Trang.
Mit der Apostolischen Konstitution Venerabilium Nostrorum wurde es am 24. November 1960 zum Bistum erhoben. Am 18. Januar 1963 verlor es einen Teil seines Territoriums an das Bistum Đà Nẵng.

## Ordinarien

### Apostolische Vikare

#### Apostolische Vikare von Cochin
- Pierre Lambert de la Motte MEP (29. Juli 1658 – 15. Juni 1679)
- Guillaume Mahot MEP (29. Januar 1680 – 4. Juni 1684)
- François Perez (5. Februar 1687 – 20. September 1728)
- Alexandre de Alexandris B (20. September 1728 – 10. Oktober 1738)
- Arnaud-François Lefèbvre MEP (6. Oktober 1741 – 27. März 1760)
- Guillaume Piguel MEP (29. Juli 1762 – 21. Juni 1771)
- Pierre-Joseph-Georges Pigneau de Béhaine MEP (24. September 1771 – 9. Oktober 1799)
- Jean Labartette MEP (9. Oktober 1799 – 6. August 1823)
- Jean-Louis Taberd MEP (18. September 1827 – 31. Juli 1840)
- Etienne-Théodore Cuénot MEP (31. Juli 1840 – 2. März 1844)

#### Apostolische Vikare von Ostcochin
- Etienne-Théodore Cuénot MEP (2. März 1844 – 14. November 1861)
- Eugène-Étienne Charbonnier MEP (9. September 1864 – 7. August 1878)
- Louis-Marie Galibert MEP (23. Mai 1879 – 24. April 1883)
- Désiré-François-Xavier Van Camelbeke MEP (15. Januar 1884 – 9. November 1901)
- Damien Grangeon MEP (21. März 1902 – 3. Dezember 1924)

#### Apostolische Vikare von Quinhon
- Damien Grangeon MEP (3. Dezember 1924 – 3. März 1929)
- Augustin-Marie Tardieu MEP (10. Januar 1930 – 12. Dezember 1942)
- Raymond-Marie-Marcel Piquet MEP (11. November 1943,5. Juli 1957, dann Apostolischer Vikar von Nha Trang)

### Bischöfe von Quy Nhơn
- Pierre Marie Pham-Ngoc-Chi (24. November 1960 – 18. Januar 1963, dann Bischof von Đà Nẵng)
- Dominique Hoàng-Packwagen-Doàn OP (18. Januar 1963 – 20. Mai 1974)
- Paul Huynh Dông Các (1. Juli 1974 – 3. Juni 1999)
- Pierre Nguyên Soan (3. Juni 1999 – 30. Juni 2012)
- Matthieu Nguyên Van Khôi (seit 30. Juni 2012)